# Eleonora Comito
Eleonora Comito (Siracusa, 10 aprile 1986) è un'ex cestista e arbitro di pallacanestro italiana.
Guardia, ha giocato con Priolo in Serie A1.

## Carriera
È stata anche convocata per una partita nell'EuroCup Women 2006-2007, senza scendere in campo.
Ha proseguito nell'ambiente come arbitro ed è stata designata per l'All-Star Game 2011 della Serie B siciliana.

## Statistiche
Dati aggiornati al 20 settembre 2011
| Stagione        | Squadra         | Competizione | Partite | Partite | Partite | Statistiche tiro | Statistiche tiro | Statistiche tiro | Altre statistiche | Altre statistiche | Altre statistiche | Altre statistiche | Altre statistiche |
| Stagione        | Squadra         | Competizione | Pres.   | Titol.  | Minuti  | Tiri da 2        | Tiri da 3        | Liberi           | Rimb.             | Assist            | Rubate            | Stopp.            | Punti             |
| --------------- | --------------- | ------------ | ------- | ------- | ------- | ---------------- | ---------------- | ---------------- | ----------------- | ----------------- | ----------------- | ----------------- | ----------------- |
| 2002-2003       | Acer Priolo     | Serie A1     | 0       | 0       | 0       | 0                | 0                | 0                | 0                 | 0                 | 0                 |                   | 0                 |
| 2003-2004       | Acer Priolo     | Serie A1     | 4       |         | 5       | 0/1              | 0                | 0                | 0                 | 0                 | 0                 |                   | 0                 |
| 2005-2006       | Acer Priolo     | Serie A1     | 0       | 0       | 0       | 0                | 0                | 0                | 0                 | 0                 | 0                 |                   | 0                 |
| 2006-2007       | Trogylos Priolo | Serie A1     | 0       | 0       | 0       | 0                | 0                | 0                | 0                 | 0                 | 0                 |                   | 0                 |
| Totale carriera |                 |              |         |         |         |                  |                  |                  |                   |                   |                   |                   |                   |